# Deira
Deira (fra brytonisk Deifr, "vand") var et angelsaksisk kongedømme i England fra 6. til 7. århundrede. Ifølge Symeon af Durham lå det mellem floderne Humber og Tyne, men nord for floden Tees lå landet øde. Kongernes sæde var i York. 
Det er usikkert, hvornår området først blev beboet, men den første konge som er kendt er Aella, som antagelig tog magten i 559 eller 560, og døde ca. 588. Efter hans død blev Deira underlagt Æthelfrith af Bernicia, som forenede de to kongedømmer under navnet Northumbria. Den næste konge, Aellas søn Edwin, herskede også over begge kongedømmer.
Efter Edwins død i slaget ved Hatfield Chase i 633, blev hans nevø Osric konge, og Northumbria opløstes atter i to kongedømmer. Osric faldt ved York allerede året efter, og sønnen Oswine tog over. I 651 blev Oswine dræbt, og Aethelwald, søn af Oswald af Northumbria kom til magten. 
Den sidste konge af Deira var Aelfwine (670 til 679), men meget tyder på at titlen på det tidspunkt bare var en titel som blev tildelt arvingen til kongedømmet Northumbria.

## Konger
| Regeringstid                                | Konge               |                                                                         | Noter                                                    |
| ------------------------------------------- | ------------------- | ----------------------------------------------------------------------- | -------------------------------------------------------- |
| 559/560 til 589                             | Ælla (Aelli)        | ÆLLA YFFING DEIRA CYNING ÆLLA REX DEIRA                                 |                                                          |
| 589/599 til 604                             | Æthelric (Aedilric) | ÆÞELRIC IDING BERNICIA 7 DEIRA CYNING ÆÞELRIC REX BERNICIA ET DEIRA     |                                                          |
| Bernicia-dynastiet                          |                     |                                                                         |                                                          |
| 593/604? til 616                            | Æthelfrith          | ÆÞELFERÞ ÆÞELRICING DEIRA CYNING ÆÞELFERÞ REX DEIRA                     | Dræbt i kamp                                             |
| Deira-dynastiet                             |                     |                                                                         |                                                          |
| 616 til 12/14 oktober 632                   | Edwin               | EDVVIN ÆLLING BERNICIA 7 DEIRA CYNING EDVVIN REX BERNICIA ET DEIRA      | Dræbt i kamp af Cadwallon af Gwynedd aog Penda af Mercia |
| Slutningen af 633 til sommeren 634          | Osric               | OSRIC ÆLFRICING DEIRA CYNING OSRIC REX DEIRA                            |                                                          |
| Bernicia-dynastiet                          |                     |                                                                         |                                                          |
| 633 til 5. august 642                       | Oswald              | OSVVALD BERNICIA 7 DEIRA CYNING OSVVALD REX BERNICIA ET DEIRA           | Dræbt af Penda, Konge af Mercia; Sankt Oswald            |
| 642 til 644                                 | Oswiu               | OSVVIO ÆÞELFRIÞING BERNICIA 7 DEIRA CYNING OSVVIO REX BERNICIA ET DEIRA |                                                          |
| Deira-dynastiet                             |                     |                                                                         |                                                          |
| 644 til 651                                 | Oswine              | OSVVINE OSRICING DEIRA CYNING OSVVINE REX DEIRA                         | Myrdet                                                   |
| Bernicia-dynastiet                          |                     |                                                                         |                                                          |
| Sommeren 651 til slutningenaf 654 eller 655 | Æthelwold           | ÆÞELVVALD OSVVALDING DEIRA CYNING ÆÞELVVALD REX DEIRA                   |                                                          |
| 654 til 15. august 670                      | Oswiu               | OSVVIO ÆÞELFERÞING NORÞANHYMBRA CYNING OSVVIO REX NORÞANHYMBRA          | Genindsat                                                |
| 656 til 664                                 | Alchfrith           | ALCHFRIÞ DEIRA CYNING ALCHFRIÞ REX DEIRA                                |                                                          |
| 664 til 670                                 | Ecgfrith            | ECGFRIÞ DEIRA CYNING ECGFRIÞ REX DEIRA                                  |                                                          |
| 670 til 679                                 | Ælfwine             | ÆLFVVINE DEIRA CYNING ÆLFVVINE REX DEIRA                                |                                                          |